# EU Cup
 (octobre 2015).
L'Euro Cup ou Axios Euro Cup depuis 2013 est la seconde plus importante compétition masculine européenne de football australien entre nations. Créée en 2005, elle est organisée par l'AFL Europe, tous les ans. Les règles sont celles du football australien à 9. La première édition s'est déroulée au club de Rugby Chiswick à Londres en Angleterre en 2005 comme extension de la Central European Australian Football League. Ce tournoi avait pour but de permettre au nation n'ayant pas assez de joueurs pour faire l'International Cup de jouer une compétition internationale plus accessible.
L'Euro Cup 2005 est aussi l'événement qui a vu la naissance de la Fédération européenne de football australien, une branche de la Fédération internationale de football australien.
Sur le plan sportif, beaucoup considèrent cette compétition comme la troisième plus importante compétition de football australien entre nations après la Coupe internationale de football australien et le Championnat d'Europe de football australien
La 11e édition, dernière compétition en date, a eu lieu le 7 octobre 2017 en France, et a été remportée par l'Angleterre.

## Historique

### Les championnats de la ligue de football australien d'Europe Centrale
La première édition de la Central European Australian Football League Championships (championnats de la ligue de football australien d'Europe Centrale en français) se tient à Madrid en 2003. 10 nations seulement prennent part à l'évènement. L'Espagne, pays hôte de la compétition remporte la première édition face à l'Allemagne.
Lors de l'édition suivante, en 2004 à Düsseldorf, la Belgique représentée par l'équipe des Brussels Saints défait la championne en titre, l'Espagne, représentée de son côté par les Madrid Bears. D'autres équipes internationales comme la France, l'Autriche et l'Allemagne prennent part à l'évènement grâce à de nombreux renforts de joueurs supplémentaires. En effet, la France ne compte qu'un joueurs français et 2 australiens de l'équipe des Paris Cockerels, l'Autriche et l'Allemagne représentées par les clubs de Düsseldorf et les environs.

### L'EU Cup
Pour l'édition 2005, celle-ci doit se dérouler en France à Paris, mais pour des raisons d'organisations et du changement au sein même des organisations internationales et européennes du football australien, la compétition rebaptisée Eu Cup se déroule le 9 octobre 2005 à Londres. Comme pour la première édition du championnats de la ligue de football australien d'Europe Centrale, seules 10 nations prennent part à l'aventure: l'Écosse, l'Angleterre, l'Allemagne, la Suède, Israël, les Pays-Bas, la France, l'Autriche, la Catalogne et la Belgique. Pour la première EU Cup, il n'y a pas de restriction pour le nombre d'expatriés australiens, mais un système de handicap est mis en place selon lequel les équipes reçoivent des points en fonction de l'utilisation de joueurs non-australiens. La Belgique gagne son premier titre en finale, face à la Suède 78-37. Ce score est l'écart de buts le plus large pour une finale d'une compétition majeure.
Privés l'année précédente de l'organisation d'un premier tournoi de football australien en France, les Parisiens par l'intermédiaire des Paris Cockerels, tentent d'organiser l'édition 2006, mais le club connait des problèmes d'organisation et le tournoi doit être malheureusement annulé.
L'Euro Cup 2007, est organisé à Hambourg, en Allemagne les 15 et 16 septembre. L'Espagne et la Finlande rejoignent le reste des autres nations pour porter le tournoi à 12. Toutefois, une équipe composée de joueurs européens et baptisée EU Crusaders fait partie du tournoi. Ce dernier limite le nombre de joueurs par équipes à 15 dont 10 joueurs australiens maximum par équipe. La Suède s'impose face au pays organisateur 89-53.
Pour l'édition de 2008 qui se déroule à Prague les 11 et 12 octobre, la Croatie et l'Écosse remplacent la Belgique et Espagne absentes Pour leur première participation les croates terminent seconds de la compétition, battus par l'Angleterre 107-59.
L'Euro Cup 2009, accueille à Samobor, Croatie, du 3 au 5 octobre 15 équipes internationales. Andorre, l'Italie, l'Irlande et l'Islande font leur rentrée dans le tournoi alors que l'Espagne revient après une année d'absence. L'Angleterre remporte à nouveau le trophée pour la deuxième année consécutive face aux Pays-Bas sur le score de 81 à 57.
En 2010, Andorre et l'Autriche laissent leurs places à la Catalogne et au pays de Galles pour disputer le tournoi qui se déroule le 2 octobre à Parabiago, en périphérie de Milan en Italie. Pour la première fois, un match féminin est organisé entre l'équipe d'Irlande et les italiennes. Ces dernières sont défaites 50 à 40 . La finale masculine voit la victoire de la Croatie face aux Pays-Bas une nouvelle fois battue pour la deuxième année consécutive sur le score serré de 42 à 37.
L'Euro Cup 2011, est organisé à Belfast, en Irlande du Nord le 8 octobre 2011. Pour la deuxième année consécutive, un match féminin est organisé entre l'équipe d'Irlande et l'équipe de Suède.
Lors de la finale masculine, l'équipe hôte s'impose contre la Croatie, tenante du titre, sur le score de 41 à 14.
En 2012, l'Écosse accueille la sixième édition de l'EU Cup. La Catalogne et les EU Crusaders ne participent pas au rendez-vous, la compétition revenant à 16 équipes. L'Irlande réalise comme l'Angleterre un doublée, en s'imposant pour la deuxième fois consécutive face au Danemark par le plus petit des scores 30 à 29. Dans le match féminin, les irlandaises remportent un troisième sacre face aux EU Crusaders 92 à 56.
La 8e édition est organisée pour la toute première fois dans le sud de l'Europe, à Saint-Médard-en-Jalles en France. Comme en 2009, l'équipe d'Angleterre réalise le doublé, s'imposant face au pays hôte 92 à 15.

## Déroulement de la compétition

### Participation
| Édition | 2005 | 2007 | 2008 | 2009 | 2010 | 2011 | 2012 | 2013 | 2014 | 2015 | 2016 | 2017 | 2018 | 2019 | 2020   | 2021   | 2022 | 2023 | 2024 |
| ------- | ---- | ---- | ---- | ---- | ---- | ---- | ---- | ---- | ---- | ---- | ---- | ---- | ---- | ---- | ------ | ------ | ---- | ---- | ---- |
| Total   | 10   | 12   | 12   | 15   | 15   | 18   | 16   | 12   | 16   | 12   | 15   | 14   | 15   | 16   | Annulé | Annulé | 11   | 13   | 14   |

Ce tableau montre, à chaque édition de la compétition, le nombre de nations participantes (Total).

## Palmarès

### Tableau d'honneur
| Rang | Pays       | Nombre de titre(s) | Dernier titre | Nombre de finale(s) perdue(s) | Dernière défaite en finale |
| ---- | ---------- | ------------------ | ------------- | ----------------------------- | -------------------------- |
| 1    | Angleterre | 2                  | 2009          | 0                             | -                          |
| 2    | Croatie    | 1                  | 2010          | 1                             | 2011                       |
| 3    | Suède      | 1                  | 2007          | 1                             | 2005                       |
| 4    | Irlande    | 2                  | 2012          | 0                             | -                          |
| 5    | Belgique   | 1                  | 2005          | 0                             | -                          |

### Finales
| 2005 | Londres, Angleterre            | Belgique   | 12.6.(78) - 4.3.(27)   | Suède      | Pays-Bas   | (58) − (37)            | Allemagne  |
| 2007 | Hambourg, Allemagne            | Suède      | 14.9.(93) - 8.5.(53)   | Allemagne  | Angleterre | (36) − 0.0.(00)        | Espagne    |
| 2008 | Prague, République tchèque     | Angleterre | 16.11.(107) - 9.5.(59) | Croatie    | Allemagne  | (98) − (55)            | Suède      |
| 2009 | Samobor, Croatie               | Angleterre | 16.11.(107) - 9.5.(59) | Pays-Bas   | Croatie    | 15.10.(100) − 8.5.(53) | Espagne    |
| 2010 | Milan, Italie                  | Croatie    | 6.6.(42) - 5.7.(37)    | Pays-Bas   | Irlande    | 5.9.(39) − 1.4.(10)    | Angleterre |
| 2011 | Belfast, Irlande du Nord       | Irlande    | (41) - (14)            | Croatie    |            |                        |            |
| 2012 | Édimbourg, Écosse              | Irlande    | 4.5.(30) - 5.0.(29)    | Danemark   | Angleterre |                        | Italie     |
| 2013 | Saint-Médard-en-Jalles, France | Angleterre | 92 - 15                | France     | Croatie    | (77) – (34)            | Italie     |
| 2014 | Londres, Angleterre            | Danemark   | 6.4.(40) – 2.4.(16)    | Croatie    | Irlande    | 7.6 (48) - 2.2 (14)    | Allemagne  |
| 2015 | Umag, Croatie                  | Danemark   | (47) – (26)            | Angleterre | Croatie    | (29) - (26)            | Irlande    |
| 2016 | Lisbonne, Portugal             | Croatie    | (53) - (39)            | Irlande    | Angleterre |                        | Allemagne  |
| 2017 | Bordeaux, France               | Angleterre | () - ()                | Irlande    | Allemagne  |                        | France     |

### Statistiques générales
(octobre 2015).
| Pays               | Surnoms                 | 2005 | 2007 | 2008 | 2009 | 2010 | 2011 | 2012 | 2013 | 2014 | 2015 | 2016 |
| ------------------ | ----------------------- | ---- | ---- | ---- | ---- | ---- | ---- | ---- | ---- | ---- | ---- | ---- |
| Allemagne          | Black Eagles            | 4e   | 2e   | 3e   | 7e   | 7e   | 12   | 6e   |      |      |      |      |
| Andorre            | Crows                   | -    | -    | -    | 11e  | -    | -    | -    |      |      |      |      |
| Angleterre         | Dragonslayers           | 5e   | 3e   | 1er  | 1er  | 4e   | 3e   | 3e   |      |      |      |      |
| Autriche           | Austrian Avalanche      | 8e   | 11e  | 12e  | 14e  | -    | 16e  | 16e  |      |      |      |      |
| Belgique           | Saints                  | 1er  | 10e  | -    | -    | -    | -    | -    |      |      |      |      |
| Catalogne          | Almogavres de Catalogne | 7e   | 8e   | 7e   | -    | 14e  | 18e  | -    |      |      |      |      |
| Croatie            | Knights                 | -    | -    | 2e   | 3e   | 1er  | 2e   | 5e   |      |      |      |      |
| Danemark           | Denmark Vikings         | -    | -    | -    | -    | -    | 11e  | 2e   |      |      |      |      |
| Écosse             | Scottish Clansmen       | 6e   | -    | 8e   | 5e   | 9e   | 6e   | 11e  |      |      |      |      |
| Espagne            | Bulls                   | -    | 4e   | -    | 4e   | 5e   | 8e   | 10e  |      |      |      |      |
| EU Crusaders       | Crusaders               | -    | 11e  | 10e  | 10e  | 15e  | 9e   | -    |      |      |      |      |
| Finlande           | Ice Breakers            | -    | 6e   | 5e   | 7e   | -    | 13e  | 8e   |      |      |      |      |
| France             | Coqs                    | 8e   | 7e   | 6e   | 11e  | 10e  | 5e   | 9e   |      |      |      |      |
| Irlande            | Irish Warriors          | -    | -    | -    | 6e   | 3e   | 1er  | 1er  |      |      |      |      |
| Islande            | Ravens                  | -    | -    | -    | 9e   | -    | 17e  | 14e  |      |      |      |      |
| Israël             | ???                     | 5e   | -    | -    | -    | -    | -    | -    |      |      |      |      |
| Italie             | Azzurri                 | -    | -    | -    | 13e  | 6e   | 4e   | 4e   |      |      |      |      |
| Norvège            | ?                       | -    | -    | -    | -    | -    | -    | 13e  |      |      |      |      |
| Pays-Bas           | The Flying Dutchmen     | 3e   | 9e   | 9e   | 2e   | 2e   | 15e  | -    |      |      |      |      |
| Pays de Galles     | Cymru Red Dragons       | -    | -    | -    | -    | 8e   | 7e   | 12e  |      |      |      |      |
| République tchèque | Lions                   | -    | 5e   | 11e  | 15e  | 13e  | -    | 16e  |      |      |      |      |
| Russie             | Russian Czars           | -    | -    | -    | -    | -    | 10e  | -    |      |      |      |      |
| Suède              | Elks                    | 2e   | 1er  | 4e   | -    | 12e  | 14e  | 7e   |      |      |      |      |
| Suisse             | ?                       | -    | -    | -    | -    | 11e  | -    | -    |      |      |      |      |

### Classement global du tournoi & Statistiques
| Rang | Pays               | EU Cup | Mp                | J  | G  | P  | N | Pp   | Pc   | Diff     | Pp/M  | Pc/M  |
| ---- | ------------------ | ------ | ----------------- | -- | -- | -- | - | ---- | ---- | -------- | ----- | ----- |
| 1    | Angleterre         | 4      | Médaille d'or     | 19 | 17 | 2  | 0 | 1539 | 874  | 176,09 % | 81    | 46    |
| 2    | Suède              | 3      | Médaille d'or     | 16 | 13 | 3  | 0 | 1152 | 793  | 145,27 % | 72    | 49,56 |
| 3    | Allemagne          | 4      | Médaille d'argent | 20 | 13 | 7  | 0 | 1233 | 1029 | 119,83 % | 61,65 | 51,45 |
| 4    | Pays-Bas           | 4      | Médaille d'argent | 20 | 11 | 9  | 0 | 1056 | 1108 |          | 52,8  | 55,4  |
| 5    | Finlande           | 3      | 5e                | 15 | 9  | 6  | 0 | 924  | 808  | 114,36 % | 61,6  | 53,86 |
| 6    | Croatie            | 2      | Médaille d'argent | 10 | 8  | 2  | 0 | 878  | 590  | 148,81 % | 87,8  | 59    |
| 7    | Écosse             | 3      | 5e                | 16 | 8  | 8  | 0 | 979  | 1000 | 97,9 %   | 61,19 | 62,5  |
| 8    | Catalogne          | 3      | 7e                | 17 | 7  | 10 | 0 | 895  | 1014 | 88,26 %  | 52,65 | 59,65 |
| 9    | France             | 4      | 6e                | 21 | 7  | 14 | 0 | 1152 | 1390 | 82,88 %  | 54,86 | 66,19 |
| 10   | Belgique           | 2      | Médaille d'or     | 10 | 5  | 5  | 0 | 458  | 359  |          | 45,8  | 35,9  |
| 11   | République tchèque | 3      | 5e                | 14 | 4  | 10 | 0 | 682  | 884  | 77,15 %  | 48,71 | 63,14 |
| 12   | Israël             | 1      | 5e                | 4  | 3  | 1  | 0 | 156  | 112  | 139,29 % | 39    | 28    |
| 13   | Islande            | 1      | 9e                | 5  | 3  | 2  | 0 | 394  | 327  | 120,49 % | 78,8  | 65,4  |
| 14   | Espagne            | 2      | 4e                | 10 | 3  | 7  | 0 | 517  | 534  | 96,22 %  | 51,7  | 53,4  |
| 15   | EU Crusaders       | 3      | 10e               | 13 | 3  | 9  | 1 | 588  | 815  | 72,15 %  | 43,23 | 62,69 |
| 16   | Irlande            | 1      | 8e                | 4  | 2  | 2  | 0 | 259  | 251  | 103,19 % | 64,75 | 62,75 |
| 17   | Italie             | 1      | 13e               | 5  | 2  | 3  | 0 | 353  | 365  | 96,71 %  | 70,6  | 71,2  |
| 18   | Andorre            | 1      | 11e               | 4  | 1  | 3  | 0 | 230  | 274  | 83,94 %  | 57,5  | 68,5  |
| 19   | Autriche           | 4      | 8e                | 17 | 0  | 16 | 1 | 547  | 1324 | 40,79 %  | 32,18 | 77,88 |

Légende : EU Cup : nombre de participations, Mp : meilleure performance, J : nombre de matches joués, G : nombre de matches gagnés, P : nombre de matches perdus, N : nombre de matches nuls, Pp : nombre de points marqués, Pc : nombre de points encaissés, Diff. : différence de points, Pp/M : points marqués par match, Pc/M : points encaissés par match.

### Médailles
| Pos. | Equipe     | Médaille d'or      | Médaille d'argent | Médaille de bronze |
| ---- | ---------- | ------------------ | ----------------- | ------------------ |
| 1er  | Angleterre | 2 (2008-2009-2013) |                   | 1 (2007)           |
| 2e   | Irlande    | 2 (2011-2012)      |                   | 1 (2010-2014)      |
| 3e   | Danemark   | 1 (2014-2015)      | 1 (2012)          |                    |
| 4e   | Croatie    | 1 (2010)           | 2 (2008-2014)     | 1 (2009-2013)      |
| 5e   | Suède      | 1 (2007)           | 1 (2005)          |                    |
| 6e   | Belgique   | 1 (2005)           |                   |                    |
| 7e   | Allemagne  |                    | 1 (2007)          | 1 (2008)           |
| 8e   | Pays-Bas   |                    | 1 (2009)          | 1 (2005)           |
| 9e   | France     |                    | 1 (2013)          |                    |